# Placa de incubação

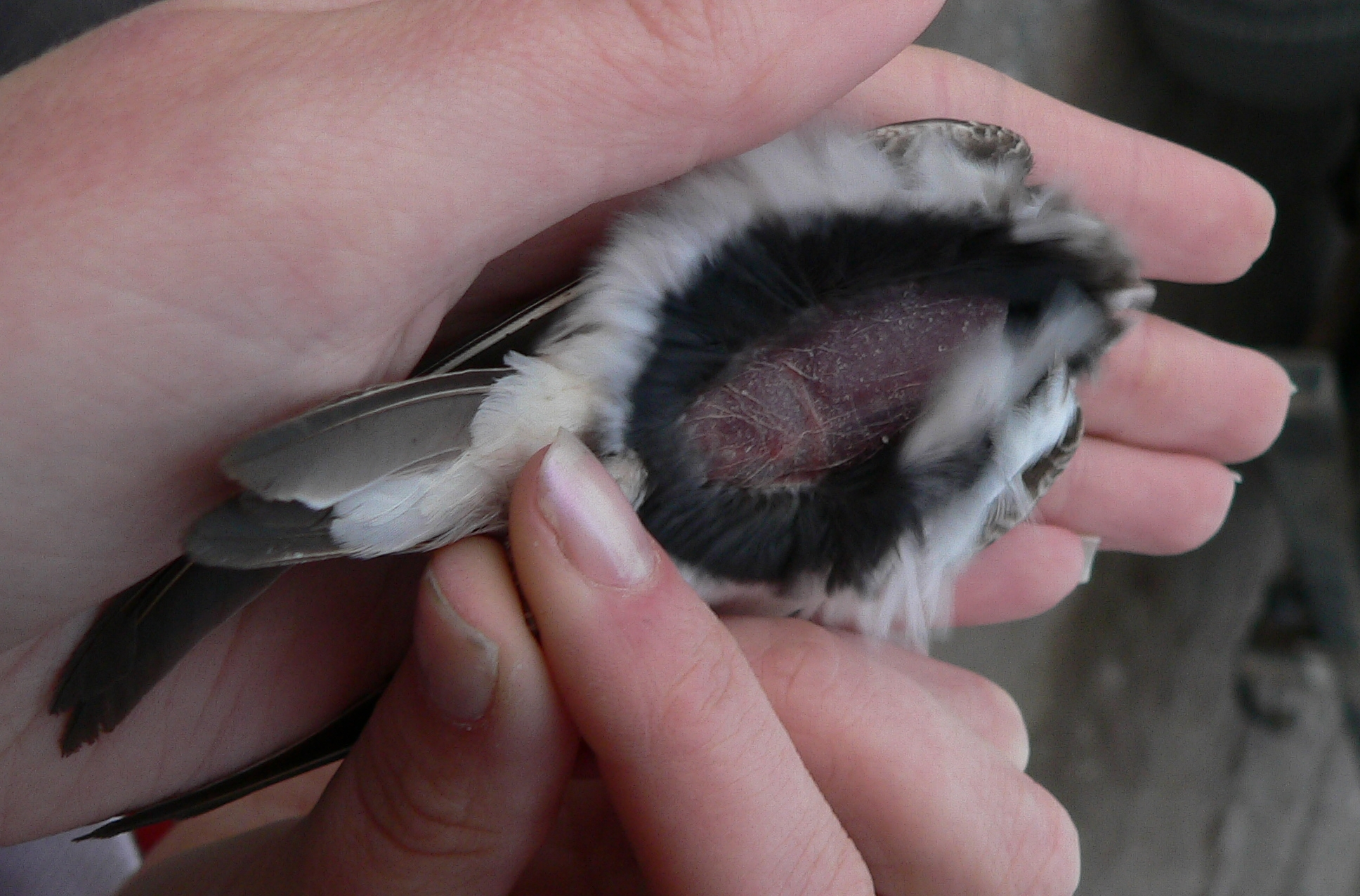
Placa de incubação numa andorinha-das-barreiras.

Uma placa de incubação é uma região de pele sem penas observável no abdómen das aves durante a época de reprodução. A sua superfície é profundamente irrigada com vasos sanguíneos de modo a facilitar a transferência de calor para os ovos durante a incubação. Na maior parte das espécies as penas da região caem automaticamente, embora os patos e os gansos possam arrancar as penas e usá-las para construir o ninho. As penas voltam a crescer imediatamente depois da eclosão dos ovos no caso de aves precociais, podendo prolongar-se no caso de aves altriciais. A posição das placas de incubação pode variar; enquanto algumas espécies apresentam uma única placa no centro do abdómen, outras podem apresentar uma de cada lado do abdómen. As gaivotas e os galiformes têm três placas. Algumas espécies, como os pelicanos ou os pinguins, não desenvolvem placas de incubação, mantendo em vez disso os ovos perto dos pés durante a incubação.